# Franco Bortolani
Franco Bortolani (né le 16 juillet 1921 à Guiglia et mort le 24 mars 2004 à Modène) est un  homme politique italien.

## Biographie
Il a été député de la république Italienne durant les VIe, VIIe, VIIIe, IXe et Xe législatures.